# Compiz
Compiz є одним із композитних менеджерів для системи X Window, який використовує ресурси 3D графіки для створення інтерактивних 3D ефектів маніпулювання десктопом або просто візуальних 3D ефектів. Ефекти, такі як мінімізація вікон або розташування десктопів на гранях кубу, реалізовані таким чином, що вмикати або вимикати їх можна вибірково. Оскільки це відповідає стандартам, закладеним в інструкціях узгодження міжклієнтських стосунків (Inter-Client Communication Conventions Manual, ICCCM), Compiz може замінити інші композитні віконні менеджери Metacity та KWin, які використовуються за замовчуванням у GNOME та KDE відповідно. Перша версія Compiz була презентована компанією Novell як вільне програмне забезпечення у січні 2006 року, коли Xgl був так само новинкою.
Compiz працює винятково з архітектурами, що апаратно підтримують 3D. Спочатку це були відеокарти з підтримкою Xgl. Більшість карток NVIDIA та ATI забезпечують роботу Compiz на Xgl. З 22 травня 2006 року Compiz починає працювати зі стандартом X.Org сервер, шляхом використання AIGLX. Крім відеоадаптерів Intel GMA, стандарт AIGLX підтримується картками ATI (картки R300 та R400) з використанням відкритих драйверів radeon, що підтримують GLX_EXT_texture_from_pixmap до осені 2006-го.
Бінарні драйвери NVIDIA (до версії 1.0-9629) підтримують GLX_EXT_texture_from_pixmap згідно зі стандартом X.Org серверу. Бінарні драйвери ATI (від AMD) здійснюють цю підтримку по версію 8.42.
Із сильних рис Compiz відзначається мінімальне число залежностей, обширна колекція unit-тестів і гнучка система плагінів, яка, наприклад, дозволила розробникам оболонки Unity реалізовувати всі свої ідеї лише створюючи плагіни до Compiz. З проблемних місць згадуються слабкий віконний менеджер, не найшвидший рушій композитинга і відсутність підтримки великих зовнішніх співтовариств, таких як KDE та GNOME.

## Розвиток проєкту
У грудні 2012 Сем Спілсбурі (Sam Spilsbury), мейнтейнер і один з активних розробників проєкту Compiz, повідомив, що проєкт не здатний продовжувати розробку Compiz і не видно ніяких перспектив розвитку Compiz як окремого композитного менеджера. Але оскільки Compiz все ще використовують багато людей, супровід проєкту буде продовжено, але не більш того (виправлення помилок буде продовжено в колишньому режимі, але нові функції розвиватися не будуть). 
На думку Сема, майбутнє графічного стека Linux пов'язане з технологіями, що розвиваються проєктом Wayland. Раніше, Compiz планувалося адаптувати для роботи з Wayland, але цей намір визнано помилковим. З появою композитного сервера Weston на стороні Compiz не залишається тих затребуваних користувачами можливостей заради яких він створювався і набув популярності, всі ці функції тепер можуть бути реалізовані і на базі Weston. Якщо створити з Compiz надбудову над Weston, то всі його функції зведуться до віконного менеджера. Якщо створити на базі Compiz конкуруючу з Weston надбудову над Wayland, то такий підхід призведе до фрагментації. Оскільки розпорошувати зусилля ще на один віконний менеджер або плодити дублюючі один одного продукти немає сенсу, Сем має намір присвятити всю свою увагу безпосередньому розвитку Weston і інтегрувати в нього найцікавіші можливості Compiz.

## Виноски
1. 1 2  Compiz 0.9.12.0 released. Архів оригіналу за 9 листопада 2014. Процитовано 9 листопада 2014.
2. 1 2  Мэйнтейнер Compiz объявил о прекращении развития проекта в пользу Wayland/Weston [Архівовано 1 січня 2013 у Wayback Machine.] // opennet.ru 29.12.2012
3. ↑  Sideways. Архів оригіналу за 28 грудня 2012. Процитовано 29 грудня 2012.